# 佩里-卡斯塔涅达图书馆

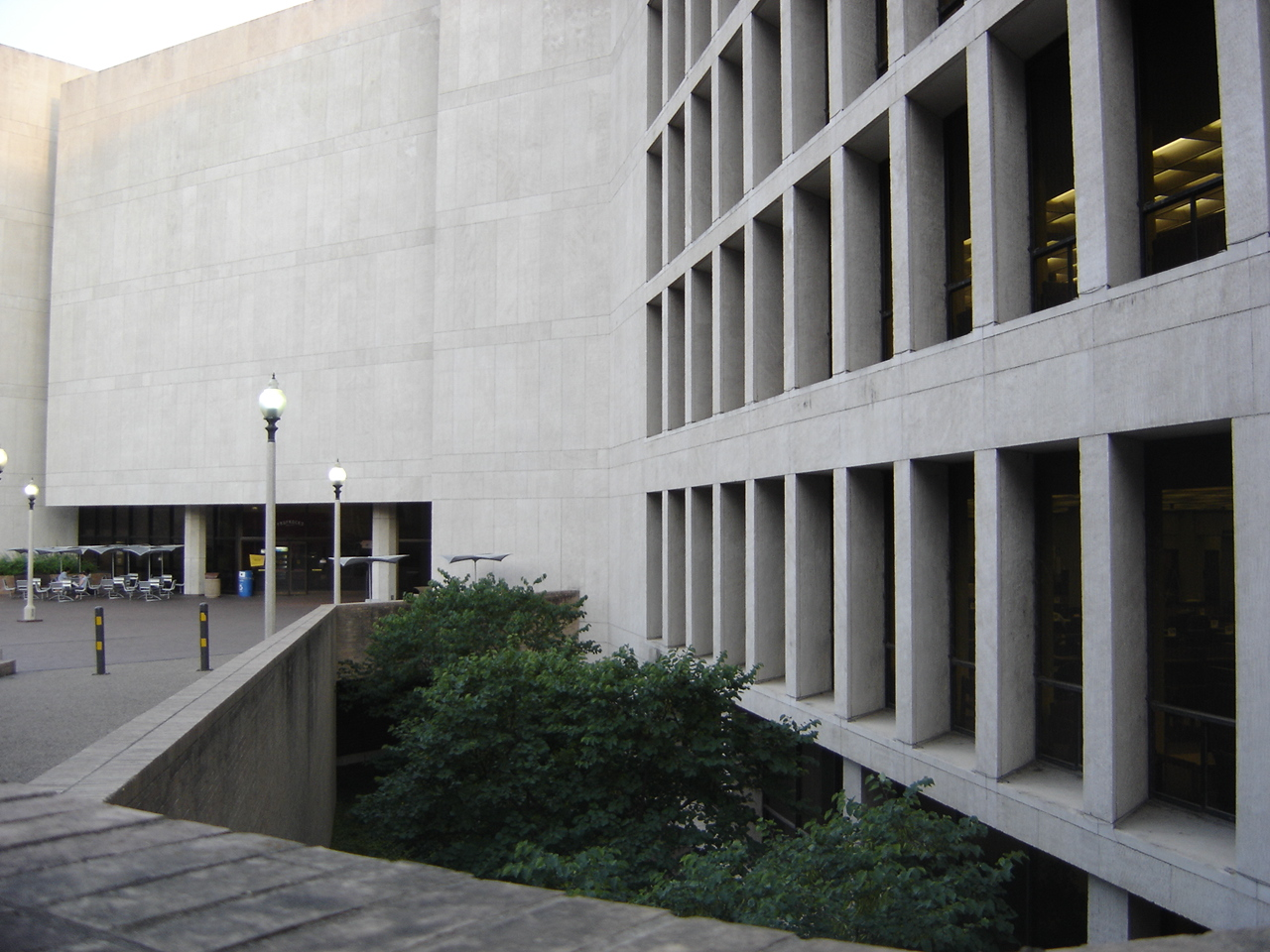
佩里-卡斯塔涅达图书馆的正门入口

佩里-卡斯塔涅达图书馆（英語：Perry–Castañeda Library；缩写PCL）是位于德克萨斯州奥斯汀市德克萨斯大学奥斯汀分校图书馆系统的一座主要图书馆。它坐落于奥斯汀市21街和速道(Speedway)十字路口的西南角。
德克萨斯大学奥斯汀分校图书馆系统包含了近800万册书籍。是全美学术研究机构图书馆馆藏排名第五多的图书馆系统，也是全国排名第11的图书馆。
校方在1972年审议通过了该图书馆的建设计划和资金计划。Stokes建筑公司(Stokes Construction Company) 在1974年初拿到了该项目的建设合同。最终，PCL图书馆于1977年对公众开放。佩里-卡斯塔涅达图书馆以大学曾经的两名教授命名：欧文·S·佩里 [1] 和 卡洛斯·E·卡斯塔涅达。佩里教授是德州大学奥斯汀分校历史上第一个被授予为教授学位的非裔美国人，而卡斯塔涅达教授在德大圖書館的拉丁美洲資料館藏早期发展发挥了核心作用。
传言一直声称佩里·卡斯塔涅达图书馆将被设计成俯瞰图为德克萨斯州的形状，但这个消息被校方正式否认了，并且声明：“如果你用一些想象力并通过特定的方式从校园地图上来观察这座建筑，是很可能将这座图书馆的轮廓看作德州形状的。但这种建筑设计并不是我们故意为之。图书馆的形状应正式称为“菱形”。它之所以设计风格与街对面同年竣工的商学院建筑相辅相成。”
PCL是粗曠主义建筑的典范，并被公认为奥斯汀市内这一建筑风格的最佳范例。

## 枪击事件
PCL在2010年9月28日星期二发生了一起枪击事件。警方报告中指出：名为Colton Tooley的一名学生在从Guadalupe街走到图书馆正门途中开枪。他随后前往图书馆六楼并在该层的东北角自杀。他自杀的地点距离儿童书店三十英尺。这次事件中，除了一名女学生在逃跑时脚踝扭伤以外，没有其他人员伤亡。该事件期间有消息声称校园出现了第二个枪手。校当局将整个校园封锁了数个小时。直到校方确定了该消息为假消息之后，才解除了校园封锁。